# Rota de Fuga (2017)
Rota de Fuga é um filme brasileiro de 2017, dos gêneros ação, drama e suspense, dirigido e escrito por Pablo Uranga. Lançado diretamente na televisão, é protagonizado por Bia Arantes, Murilo Rosa, Jonas Bloch e Helena Fernandes.

## Sinopse
Manuela (Bia Arantes) é uma mulher viciada em drogas que faz de tudo para sobreviver após se livrar dos maus-tratos que que sofria pelo seu ex-marido, o corrupto empresário Fernando (Roney Villela). Para mudar de vida, ela decide procurar a ajuda do policial federal Alvarez (Murilo Rosa), que investiga os esquemas ilegais de Fernando.

## Elenco
- Bia Arantes como Manuela[3]
- Murilo Rosa como Alvarez
- Jonas Bloch como Marconi
- Helena Fernandes como Dos Santos
- Roney Villela como Fernando Lavassi
- Rosanne Mulholland como Vitoria[4]
- Thalita Rebouças como Lavinia
- Larissa Bougleux como Erica
- Pedro Gracindo como Eduardo
- Leo Jaime como Gomes
- Luisa Micheletti como Julia
- Pablo Padilla como Monteiro
- Giovanna Rangel como Estela
- Christian Villegas como Chris
- Vera Zimmermann como advogada

## Lançamento
A estreia do filme ocorreu em fevereiro de 2017 sendo exibido exclusivamente no Canal Brasil e também na plataforma de vídeo do Net Now, não entrando em cartaz nos cinemas.